# Scincogekkonomorpha
De Scincogekkonomorpha zijn een clade (evolutionaire groepering) van deels uitgestorven hagedissen die scleroglossiden omvat en alle hagedissen die nauwer verwant zijn aan scleroglossiden dan aan leguanen. Deze stamscleroglossiden omvatten onder andere uitgestorven hagedissen uit het Laat-Jura en het Vroeg-Krijt zoals Bavarisaurus, Eichstaettisaurus, Liushusaurus en Scandensia. 
Scincogekkonomorpha werd benoemd in 1961. De klade werd in 2008 door Jack Lee Conrad gedefinieerd als de groep omvattende Gekko gecko en Scincus scincus en alle soorten nauwer verwant aan Gekko of Scincus dan aan Iguana iguana. 
De term wordt nu af en toe gebruikt als een op stam gebaseerd taxon in tegenstelling tot het knooppunt-gebaseerde taxon Scleroglossa. Volgens fylogenieën op basis van morfologische kenmerken, is Scincogekkonomorpha het zustertaxon van Iguania en samen vormen ze de kroongroep Squamata, de kleinste clade die alle levende slangen en hagedissen omvat.